# Return to Heaven Denied
Return To Heaven Denied è il secondo album della power/prog metal band italiana Labyrinth.

## Il disco
Il nuovo cantante Roberto Tiranti (anche conosciuto come Rob Tyrant) prende il posto dell'uscente Fabio Lione. Andrew Mc Pauls e Mat Stancioiu rimpiazzano Frank Andiver e Ken Taylor dopo l'uscita dell'album. La versione giapponese contiene la bonus track Falling Rain (Versione acustica).

## Tracce
1. Moonlight – 5:43
2. New Horizons – 6:23
3. The Night of Dreams – 4:48
4. Lady Lost in Time – 5:33
5. State of Grace – 3:08
6. Heaven Denied – 4:58
7. Thunder – 4:21
8. Feel – 4:23
9. Time After Time – 5:07
10. Falling Rain – 6:24
11. Die for Freedom – 7:00

## Formazione
- Rob Tyrant - voce
- Olaf Thorsen - chitarra
- Anders Rain - chitarra
- Chris Breeze - basso
- Andrew Mc Pauls - tastiere
- Ken Taylor    - tastiere
- Frank Andiver - batteria
- Mat Stancioiu - batteria